# Compagnie du chemin de fer de Saint-Quentin à Guise
La Compagnie du chemin de fer de Saint-Quentin à Guise est une société anonyme fondée pour assurer la création et l'exploitation d'une ligne de chemin de fer secondaire du réseau départemental de l'Aisne entre les villes de Saint-Quentin et Guise.
Elle disparait par fusion le 26 août 1922.

## Historique
La création de la société anonyme dite Compagnie du chemin de fer de Saint-Quentin à Guise intervient le 18 janvier 1869. Elle a pour objet la reprise de la concession d'un « chemin de fer d'intérêt local de Saint-Quentin à Guise par la vallée de l'Oise », afin d'en assurer la construction et l'exploitation.
Après de longues tractations et la période de la guerre de 1870, la ligne est ouverte dans sa totalité en août 1875.
Afin de développer un réseau secondaire dans le département, la société crée en 1905 une filiale la compagnie des chemins de fer départementaux de l'Aisne.
Durant la Première Guerre mondiale, les infrastructures sont totalement détruites. Cela va remettre en question l'existence de la société. Elle va alors fusionner avec sa filiale dont le réseau a moins souffert du conflit. La plupart des gares détruites sont reconstruites en briques à un étage sur un modèle différent de celui antérieur qui était à structure en bois à un seul niveau.

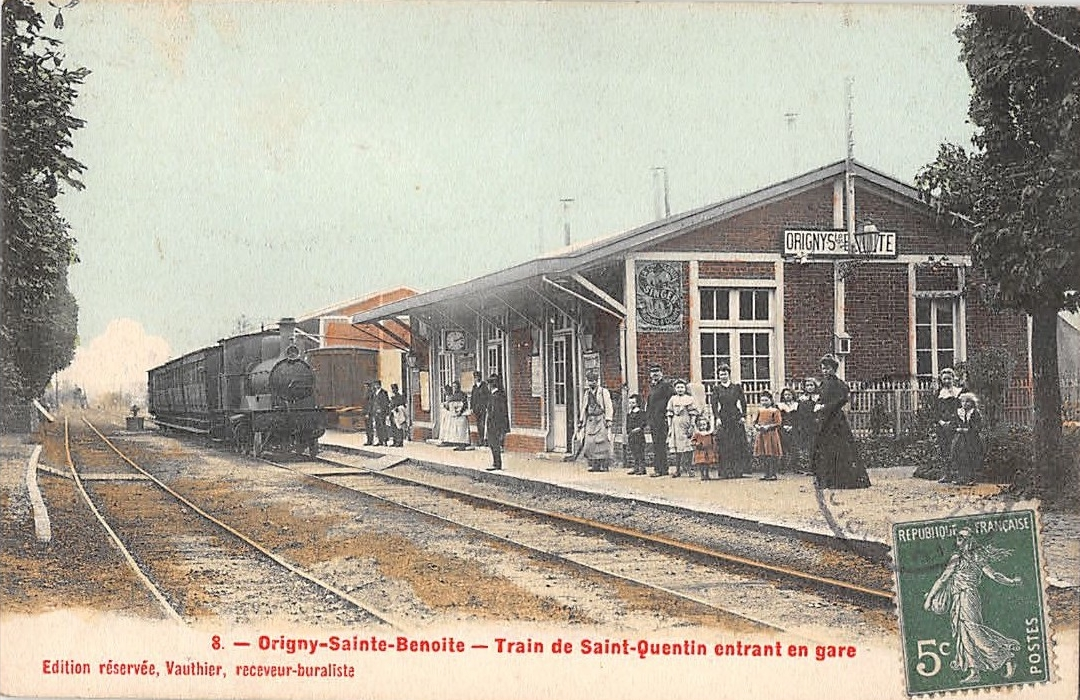
Gare d'Origny-Sainte-Benoite en 1910
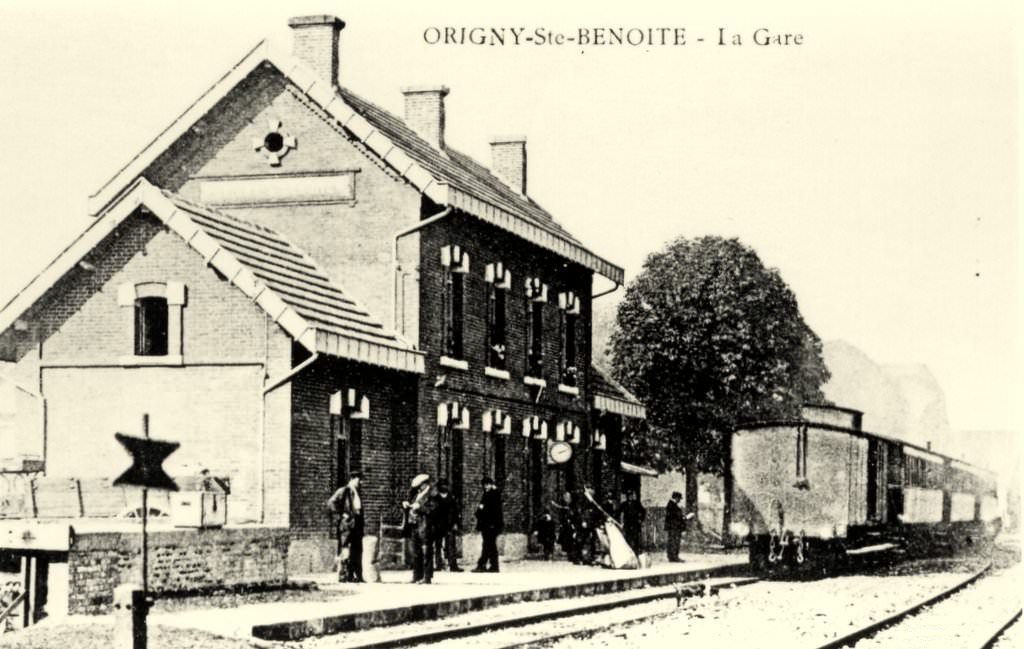
Gare d'Origny-Sainte-Benoite reconstruite vers 1920
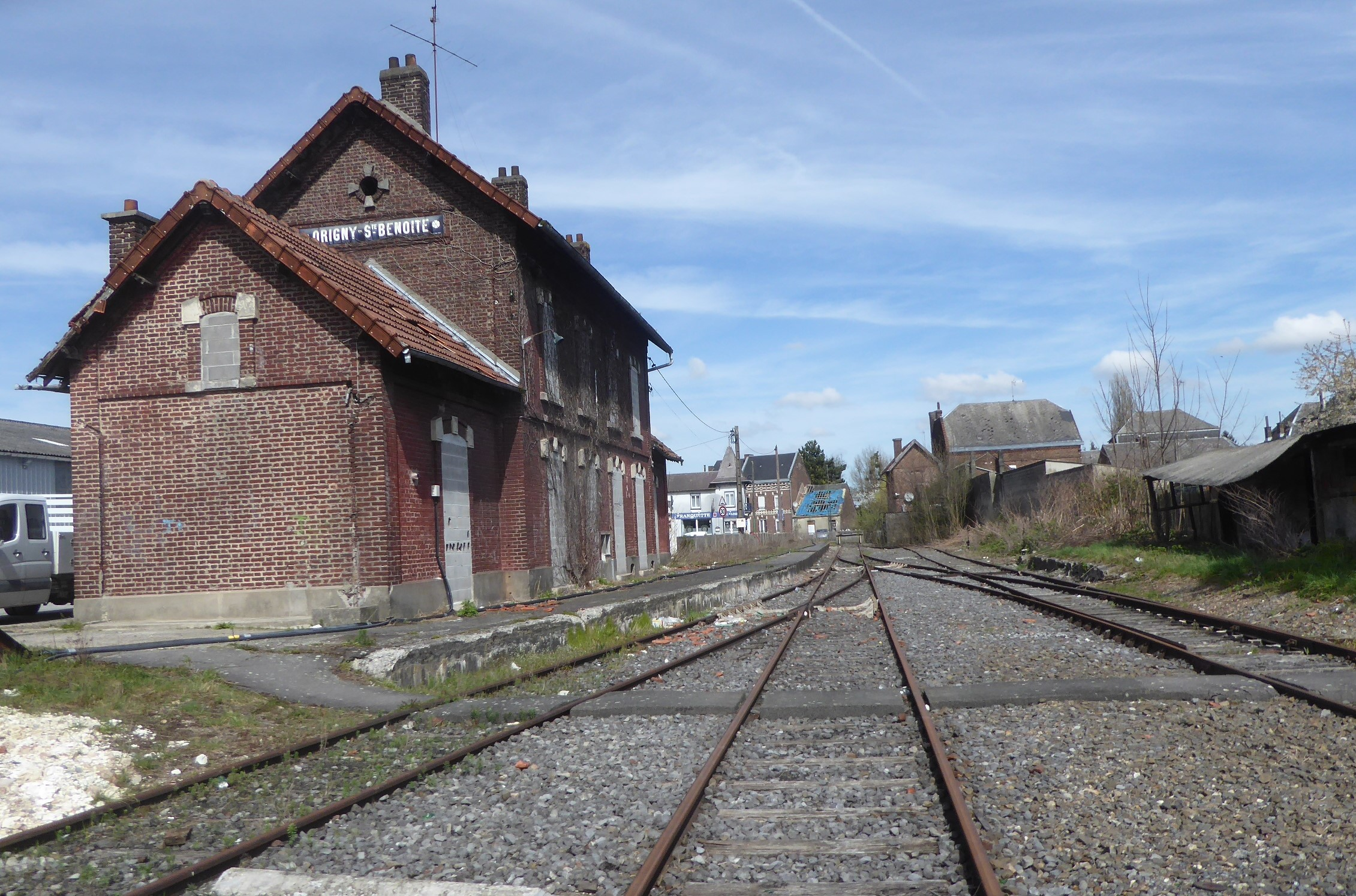
Gare d'Origny-Sainte-Benoite en 2019

Le décret du 26 août 1922 autorise la fusion de la société avec sa filiale la compagnie des chemins de fer départementaux de l'Aisne, pour donner naissance à la Compagnie des chemins de fer secondaires du Nord-Est.
Son exploitation par cette Compagnie  fut reprise en 1952 par la « Régie départementale des transports de l'Aisne». La desserte voyageurs fut supprimée en 1966 sur la totalité de la ligne de Saint-Quentin à Guise avec fermeture à tous trafics de la partie d'Origny-Sainte-Benoîte à Guise à cette date. L'exploitation de l'autre tronçon de Saint-Quentin à Origny-Sainte-Benoite resté ouvert pour le fret fut reprise par la SNCF le 31 octobre 1981.

## Ligne de Saint-Quentin à Guise

### La ligne
- Saint-Quentin - Guise ; (40 km), ouverture 1874-75 fermeture 1966[3].

De la gare de Lesquielles-Saint-Germain jusqu'à Guise la voie longeait la ligne secondaire à voie métrique de Guise au Catelet fermée en 1951 et celle à voie normale de la Compagnie du Nord de Laon à Wassigny et au Cateau fermée à la desserte voyageurs en 1937 et aux marchandises en 1969. La ligne de Saint-Quentin à Guise fut donc la dernière desserte voyageurs de la ville de Guise jusqu'en 1966.

### Stations
En 1908, outre la gare de Saint-Quentin la ligne dessert 14 stations :
- Saint-Quentin
- Neuville-Saint-Amand
- Itancourt
- Mézières-sur-Oise
- Séry-lès-Mézières
- Ribemont
- Lucy
- Origny-Sainte-Benoite
- Bernot
- Macquigny
- Noyales-Proix
- Longchamps
- Vadencourt
- Lesquielles-Saint-Germain
- Guise.

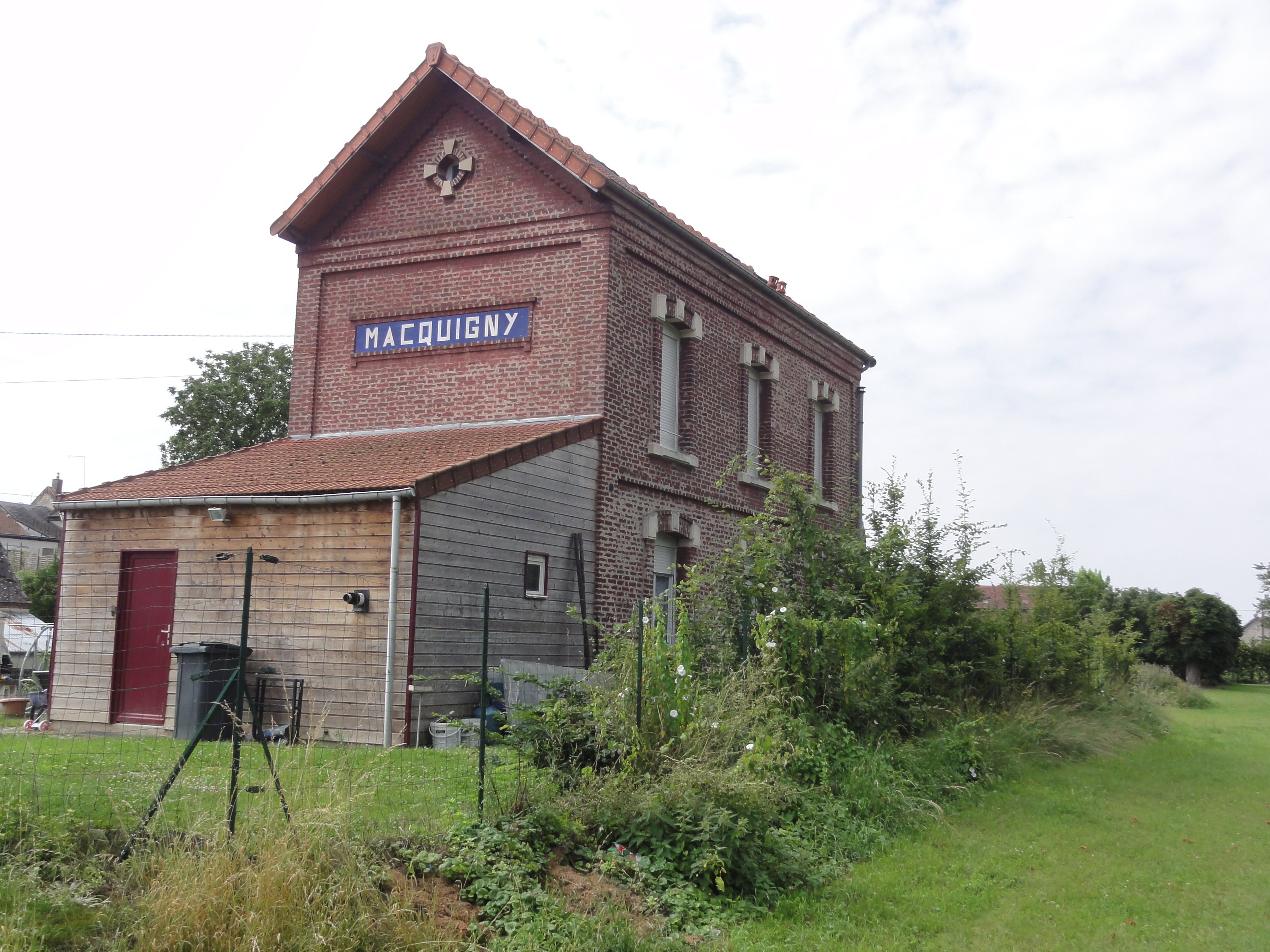
La gare de Macquigny en 2014
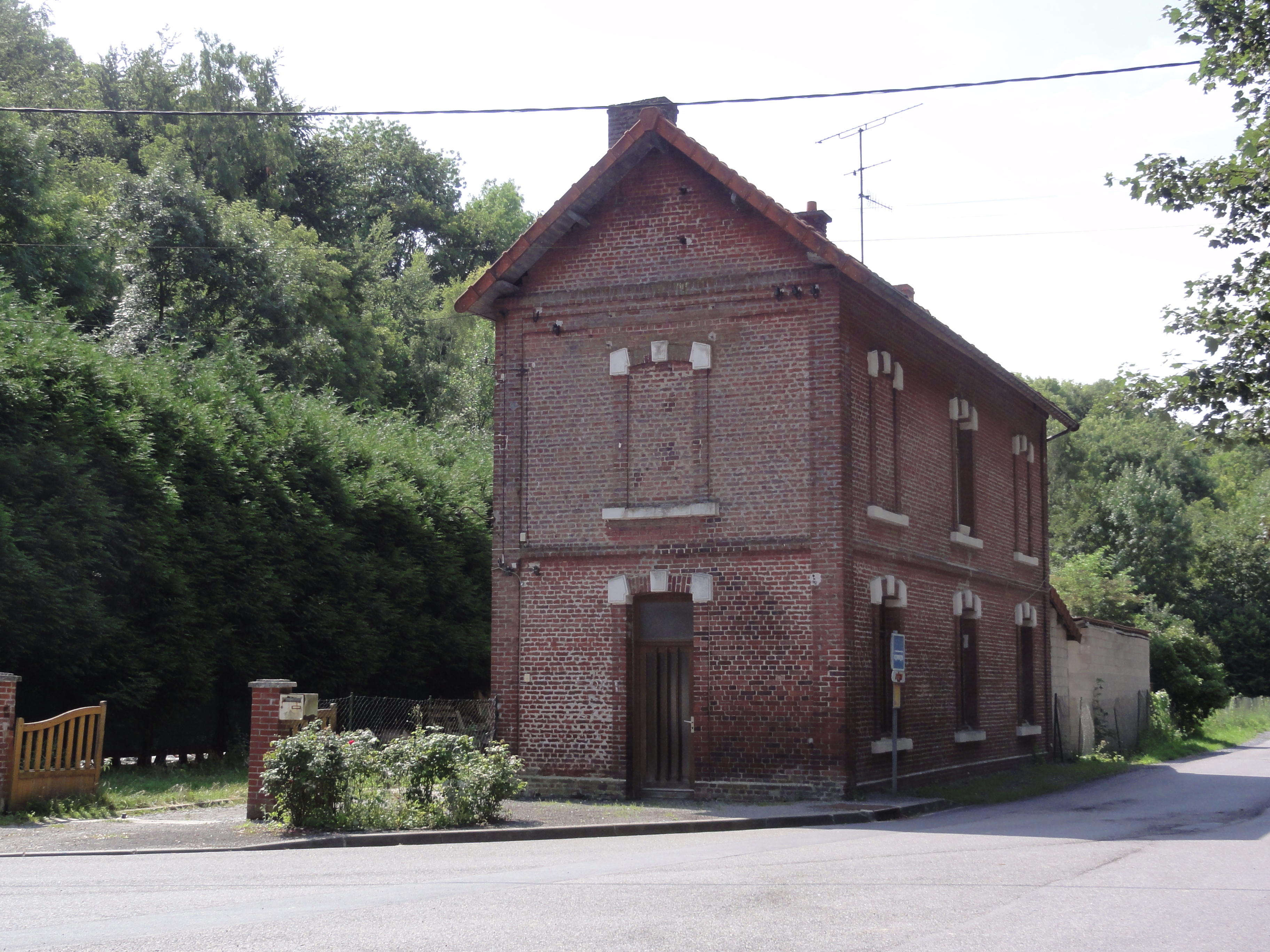
La gare de Noyales-Proix en 2014
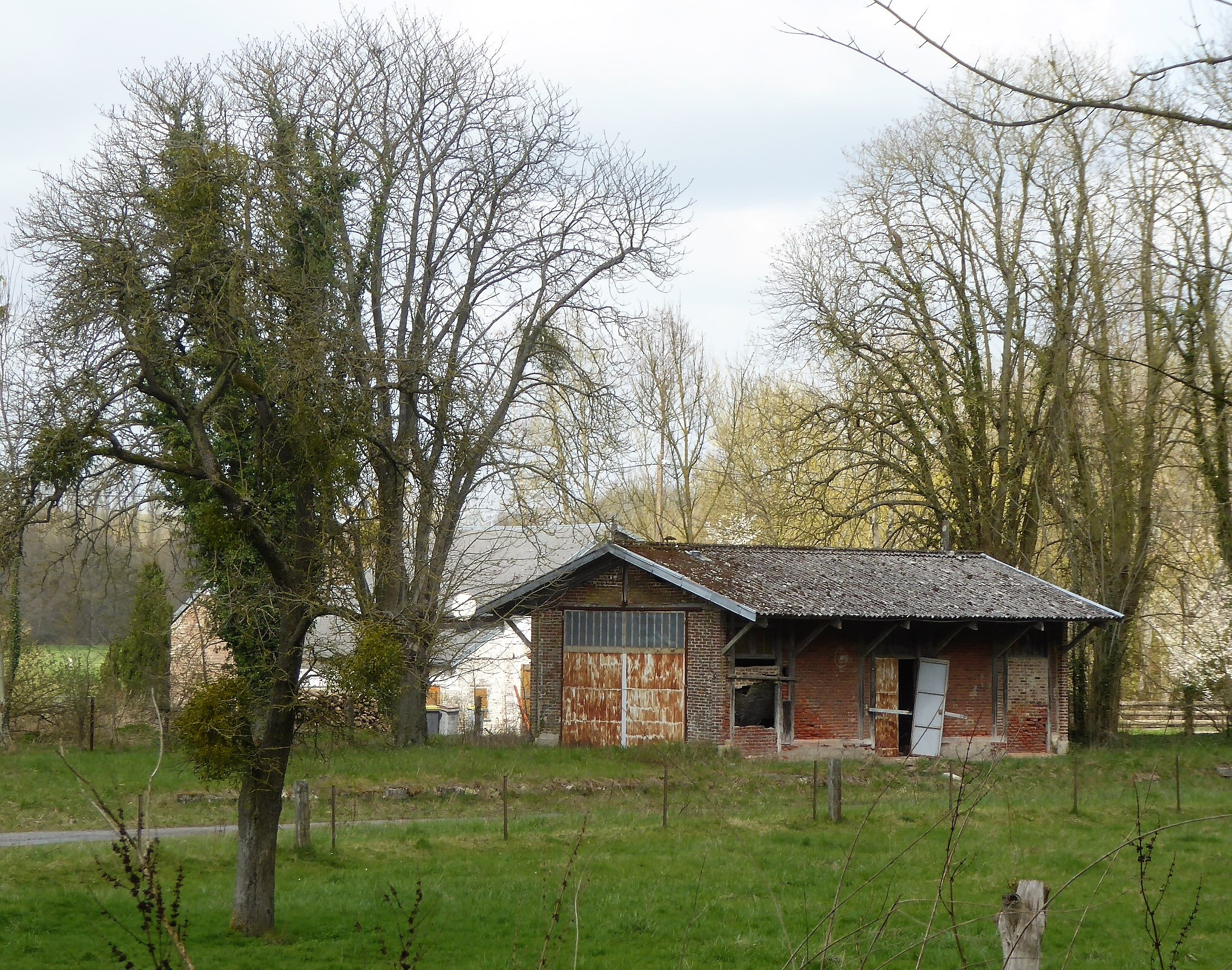
Ancienne gare de Boheries-Longchamps en 2019

## État actuel
La partie de la ligne de Saint-Quentin à Origny-Sainte-Benoite  est utilisée en 2019 pour la desserte d'une usine Tereos et également pour la circulation des trains du chemin de fer touristique du Vermandois.
Le tronçon d'Origny-Sainte-Benoite à Guise fermé en 1966 a été déferré et l'ancienne plateforme s'est ensuite transformée en partie en chemins.
Une voie verte de 6 kilomètres  faisant partie de la véloroute EuroVelo 3 a été aménagée en 2018 sur le tracé de l'ancienne voie ferrée d'Origny-Sainte-Benoite à l'ancienne halte d'Hauteville près de Macquigny. De cette halte à Bohéries, l'ancienne plateforme ferroviaire a disparu. Quelques tronçons discontinus sont visibles sous forme de talus dans les prés.
Du croisement avec la route départementale 69, au nord de Boheries près du pont sur l'Oise, jusqu'à Guise le tracé de l'ancienne ligne est indiqué  sur 6 kilomètres comme parcours de cette véloroute. Cette partie de la véloroute sur un chemin boueux ou caillouteux non aménagé en 2019 est plus un passage VTT qu'un itinéraire convenant aux randonneurs cyclistes itinérants.

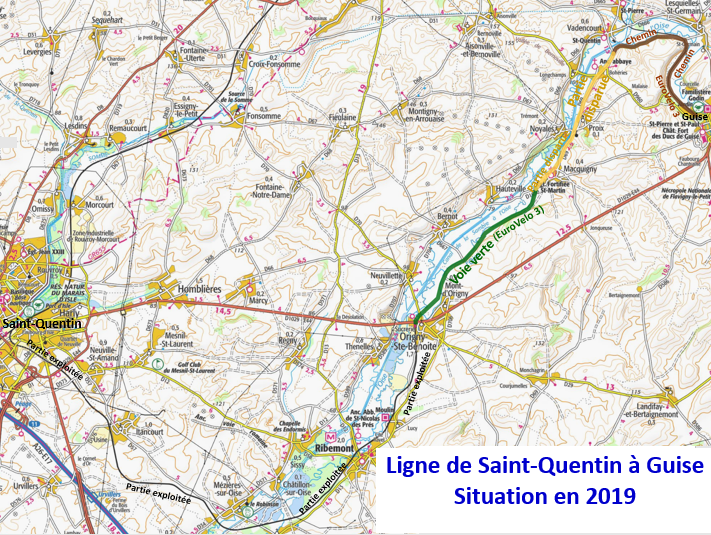
État de la ligne St-Quentin-Guise en 2019
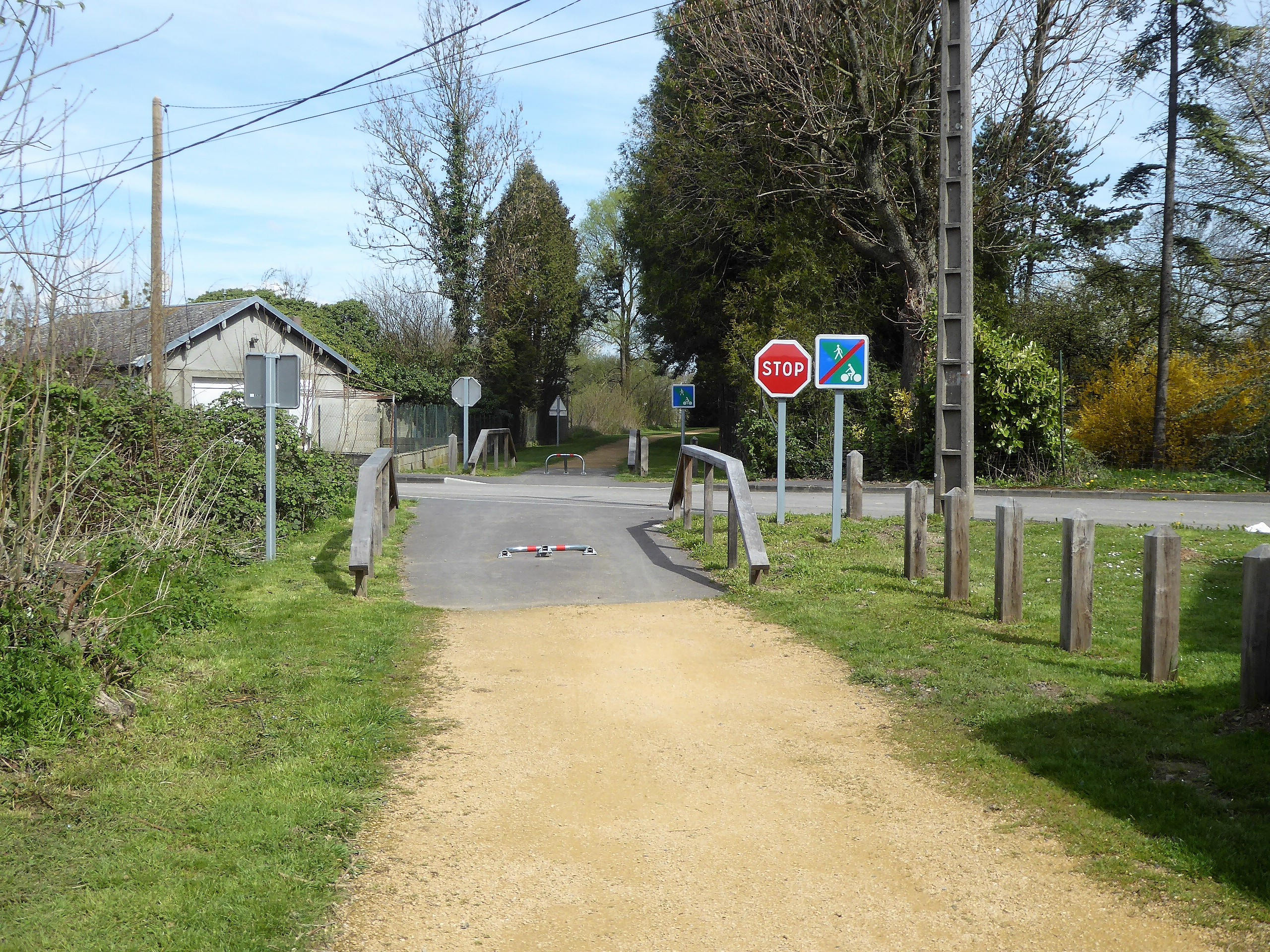
Voie verte Origny-Ste-Benoite-Macquigny à Origny
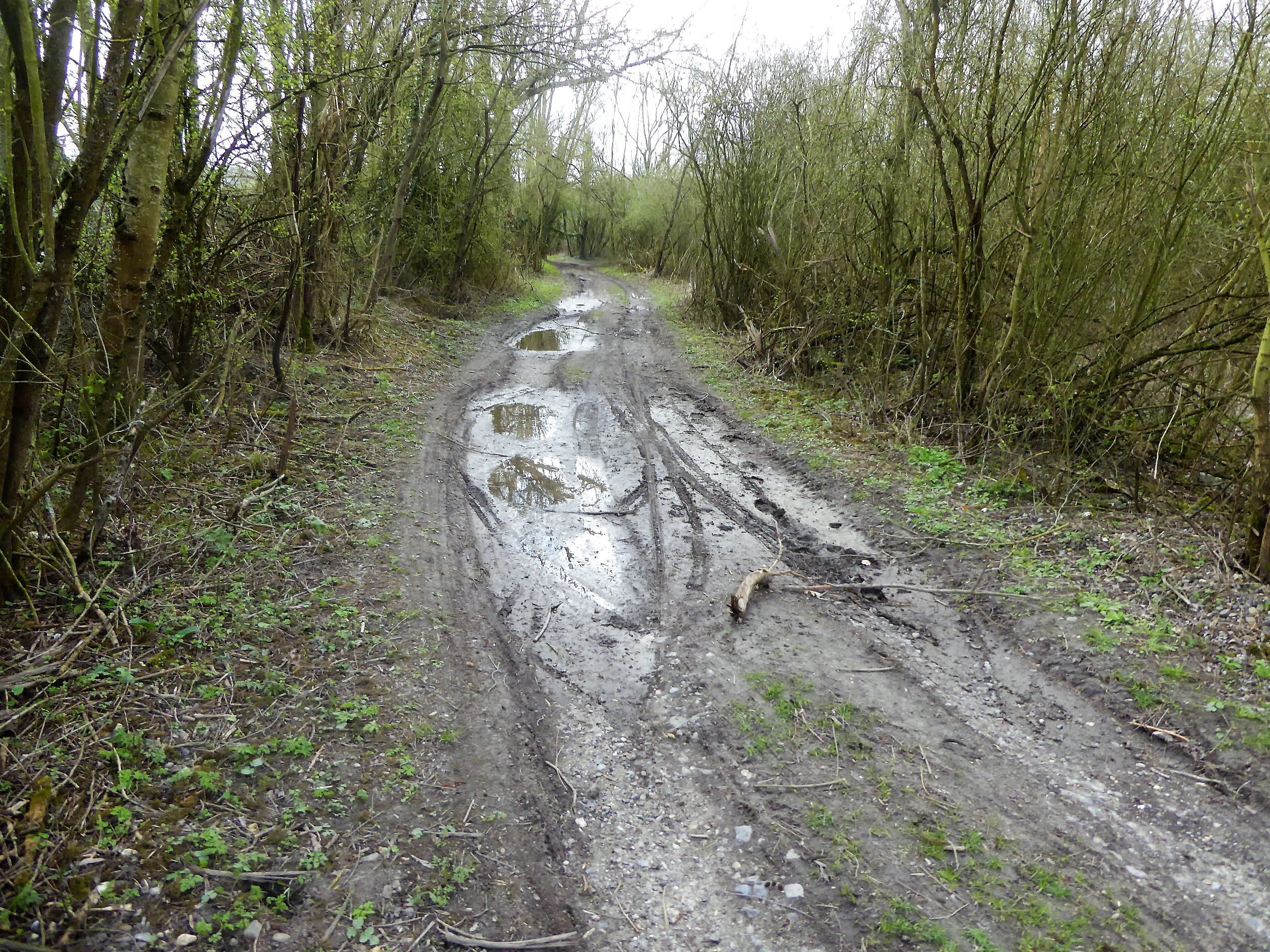
Chemin entre Lesquielles et Guise